# 2011년 포뮬러 원 시즌

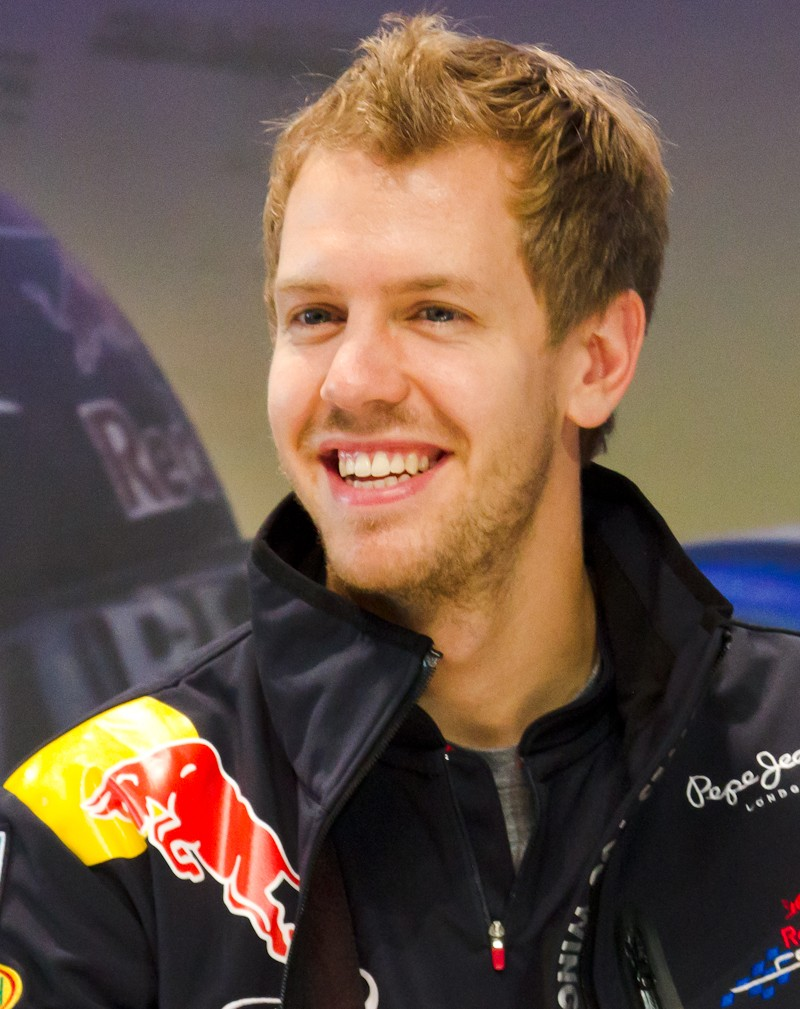
전년도에 이어 드라이버 챔피언십 타이틀을 획득한 제바스티안 페텔

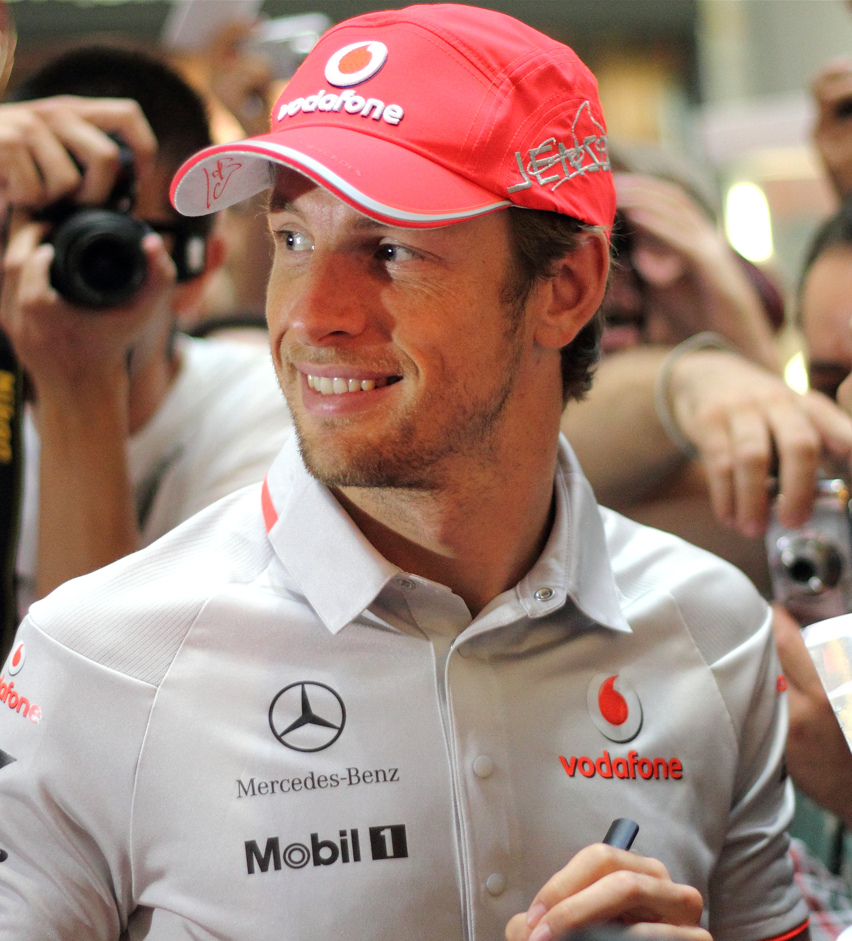
페텔에 이어 드라이버 챔피언십 2위를 차지한 젠슨 버튼

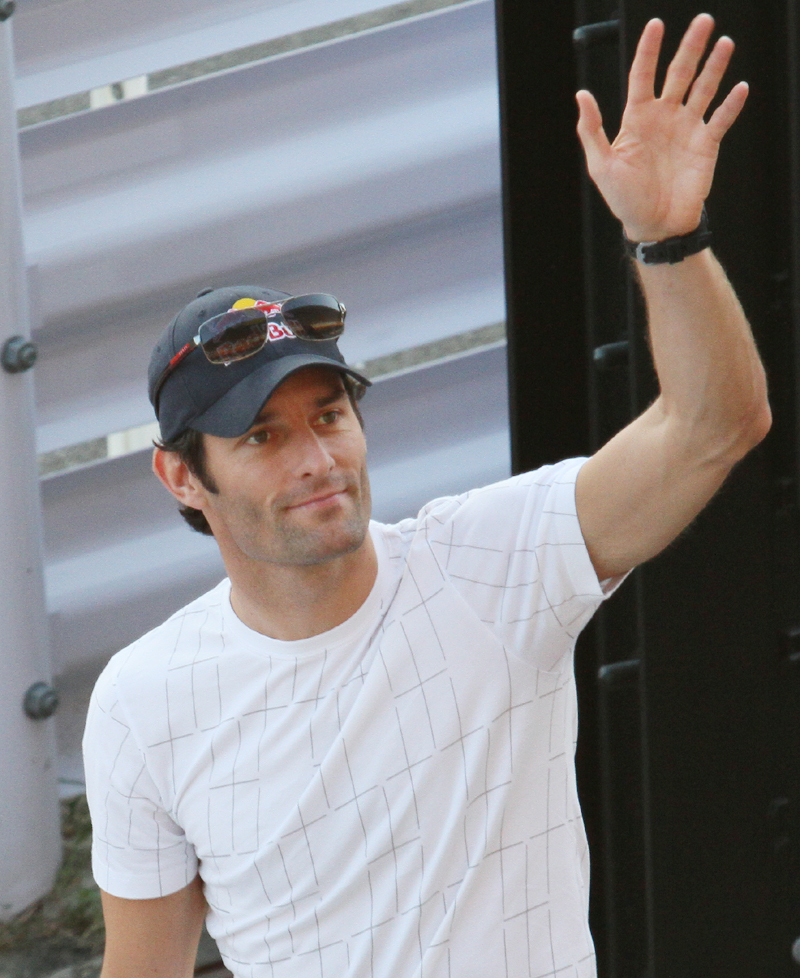
페텔의 팀 동료로, 드라이버 챔피언십 3위를 차지한 마크 웨버

2011년 포뮬러 원 시즌은 62번째 FIA 포뮬러 원 시즌이다. 이 시즌의 원래 일정표는 새로 추가된 인도 그랑프리를 포함하여 20라운드로 구성되었으나, 바레인 그랑프리의 취소로 총 19라운드로 치러졌다. 피렐리는 이번 시즌부터 브리지스톤을 대신하여 모든 팀에 타이어를 공급하게 되었다. 레드불 레이싱은 작년에 이어 컨스트럭터 챔피언십 우승을 차지하였고, 제바스티안 페텔 역시 드라이버 챔피언십에서 우승을 거두었다. 페텔은 우승과 함께 페르난도 알론소의 최연소 2회 우승 기록 또한 경신하였다(24세 98일).

## 참가팀과 드라이버
| 이탈리아 | 스쿠데리아 페라리 말보로 |
| 이탈리아 | 스쿠데리아 페라리        |

| 스페인 | 히스파니아 레이싱 F1 팀 |
| 스페인 | HRT 포뮬러 원 팀        |

## 일정
| 라운드 | 경기 이름                       | 그랑프리          | 서킷                                       | 날짜      | 시간      | 시간  |
| 라운드 | 경기 이름                       | 그랑프리          | 서킷                                       | 날짜      | 현지 시간 | UTC   |
| ------ | ------------------------------- | ----------------- | ------------------------------------------ | --------- | --------- | ----- |
| 1      | 콴타스 오스트레일리아 그랑프리  | 오스트레일리아 GP | 알버트 파크 그랑프리 서킷, 멜버른          | 3월 27일  | 17:00     | 06:00 |
| 2      | 페트로나스 말레이시아 그랑프리  | 말레이시아 GP     | 세팡 인터내셔널 서킷, 세팡                 | 4월 10일  | 16:00     | 08:00 |
| 3      | UBS 중국 그랑프리               | 중국 GP           | 상하이 인터내셔널 서킷                     | 4월 17일  | 15:00     | 07:00 |
| 4      | 터키 그랑프리                   | 터키 GP           | 이스탄불 파크                              | 5월 8일   | 15:00     | 12:00 |
| 5      | 스페인 그랑프리                 | 스페인 GP         | 카탈루냐 서킷, 바르셀로나                  | 5월 22일  | 14:00     | 12:00 |
| 6      | 모나코 그랑프리                 | 모나코 GP         | 모나코 서킷, 몬테카를로                    | 5월 29일  | 14:00     | 12:00 |
| 7      | 캐나다 그랑프리                 | 캐나다 GP         | 질 빌너브 서킷, 몬트리올                   | 6월 12일  | 13:00     | 17:00 |
| 8      | 유럽 그랑프리                   | 유럽 GP           | 발렌시아 스트리트 서킷                     | 6월 26일  | 14:00     | 12:00 |
| 9      | 산탄데르 영국 그랑프리          | 영국 GP           | 실버스톤 서킷                              | 7월 10일  | 13:00     | 12:00 |
| 10     | 산탄데르 독일 그랑프리          | 독일 GP           | 뉘르부르크링                               | 7월 24일  | 14:00     | 12:00 |
| 11     | ENI 헝가리 그랑프리             | 헝가리 GP         | 헝가로링, 부다페스트                       | 7월 31일  | 14:00     | 12:00 |
| 12     | 셸 벨기에 그랑프리              | 벨기에 GP         | 스파-프랑코샹 서킷                         | 8월 28일  | 14:00     | 12:00 |
| 13     | 산탄데르 이탈리아 그랑프리      | 이탈리아 GP       | 몬차 자동차 경주장                         | 9월 11일  | 14:00     | 12:00 |
| 14     | 싱텔 싱가포르 그랑프리          | 싱가포르 GP       | 마리나 베이 스트리트 서킷                  | 9월 25일  | 20:00     | 12:00 |
| 15     | 일본 그랑프리                   | 일본 GP           | 스즈카 서킷, 스즈카                        | 10월 9일  | 15:00     | 06:00 |
| 16     | 대한민국 그랑프리               | 대한민국 GP       | 코리아 인터내셔널 서킷, 영암               | 10월 16일 | 15:00     | 06:00 |
| 17     | 인도 그랑프리                   | 인도 GP           | 부드 인터내셔널 서킷                       | 10월 30일 | 15:00     | 09:30 |
| 18     | 에티하드 항공 아부다비 그랑프리 | 아부다비 GP       | 야스 마리나 서킷                           | 11월 13일 | 17:00     | 13:00 |
| 19     | 브라질 그랑프리                 | 브라질 GP         | 호세 카를로스 파시 자동차 경주장, 상파울루 | 11월 27일 | 14:00     | 16:00 |
| -      | 바레인 그랑프리                 | 바레인 GP†        | 바레인 인터내셔널 서킷, 바레인             | -         | -         | -     |

주석:
† 첫 대회인 바레인 그랑프리는 바레인 민주화 운동으로 취소되었다.